# Вовчий Яр (Краматорський район)
Во́вчий Яр — село в Україні, у Лиманській міській територіальній громаді Донецької області. У селі мешкає 7 осіб.